# Eugenio Tavolara
Eugenio Tavolara (Sassari, 1901 – Sassari, 1963) è stato uno scultore, ceramista, illustratore e designer italiano.

## Biografia
Nasce in una famiglia agiata di origini liguri, aveva studiato presso l'Istituto Tecnico Commerciale (ITC) "Alberto Lamarmora" a Sassari. Negli anni 1919-24 con gli amici Nino Siglienti e Mario Onofaro inizia a produrre disegni e caricature ed eseguire lavori di decorazione.
A Cagliari conosce Tosino Anfossi con il quale cominciò un sodalizio, ambedue abbandonano studi e carriera e si dedicano alla decorazione. Nel 1925 i due espongono i primi pupazzi di legno, raffiguranti pastori e contadini, all'Esposizione Universale di Parigi, dove ottengono una medaglia d'oro. Tra il 1926 e 1929 ufficializzarono il marchio ATTE, quale produttrice di giocattoli, arazzi e oggetti in cuoio. Fra il 1930- 1932 la casa ATTE realizza per conto dell'Ente Nazionale Artigianato Piccole Industrie (ENAPI) una serie di pupazzi su disegno di Mario Pompei.
Dopo la separazione da Anfossi e la fondazione di una nuova casa d'arte, la ALBA, la sua produzione decorativa si estese a comprendere soggetti come clown, musicisti jazz, animali, Pinocchio e altri personaggi delle fiabe.
La sua opera si contraddistinse soprattutto per i legami con l'artigianato tradizionale sardo e le arti applicate in genere. Infatti s'ispirò ai temi delle decorazioni tradizionali e propose produzioni artigianali creando egli stesso dei disegni originali. 
Nel 1944 Tavolara che, fino a quel momento, aveva svolto saltuariamente l'attività di critico d'arte, aveva iniziato a pubblicare regolarmente nel quotidiano L'Isola. Nel 1947 il quotidiano cesserà le pubblicazioni e Tavolara passerà a La Nuova Sardegna.
Nel 1945 con Andrea Figari aveva progettato la costruzione di un centro culturale: ma, a causa della pubblica amministrazione, che non concesse i locali della ex GIL (che furono messi all'asta), l'iniziativa fallisce. Tuttavia le adesioni al progetto furono numerose, fra i tanti avevano aderito Giuseppe Dessì, Michele Saba, Antonio Simon Mossa, Fiorenzo Serra, Marialisa De Carolis.. 
Nel 1957, la Regione Autonoma della Sardegna istituì l'I.S.O.L.A. e, la direzione dell'ente fu affidata a Tavolara e Ubaldo Badas. 
Tavolara si dedicò con dedizione assoluta e i risultati non tardarono ad arrivare. Lo stesso anno l'ISOLA partecipò alla Triennale di Milano e fu premiata con la medaglia d'oro. Nel 1958, sempre nell'intento di proporre i lavori artigianali tradizionali nel mercato contemporaneo, allestisce una mostra dal titolo L'artigianato sardo nella casa moderna e la rivista statunitense Home dedicò un numero all'artigianato sardo.
La città di Sassari gli intitolò il padiglione per l'artigianato costruito per l'I.S.O.L.A. su progetto dell'architetto Ubaldo Badas.
- 1925 Medaglia d'oro all'Expo di Parigi per la prima serie di giocattoli in legno creata con Tosino Anfossi, presentata sotto il marchio ATTE.
- 1933 espone alla Triennale di Milano i suoi pupazzi di legno rivestiti di stoffa
- 1936 entra a far parte del corpo docente dell'Istituto statale d'arte di Sassari
- 1940, realizza il rilievo I dieci comandamenti per la corte d'Assise del palazzo di giustizia di Sassari.
- Diventa direttore artistico dell'ISOLA.

## Opere

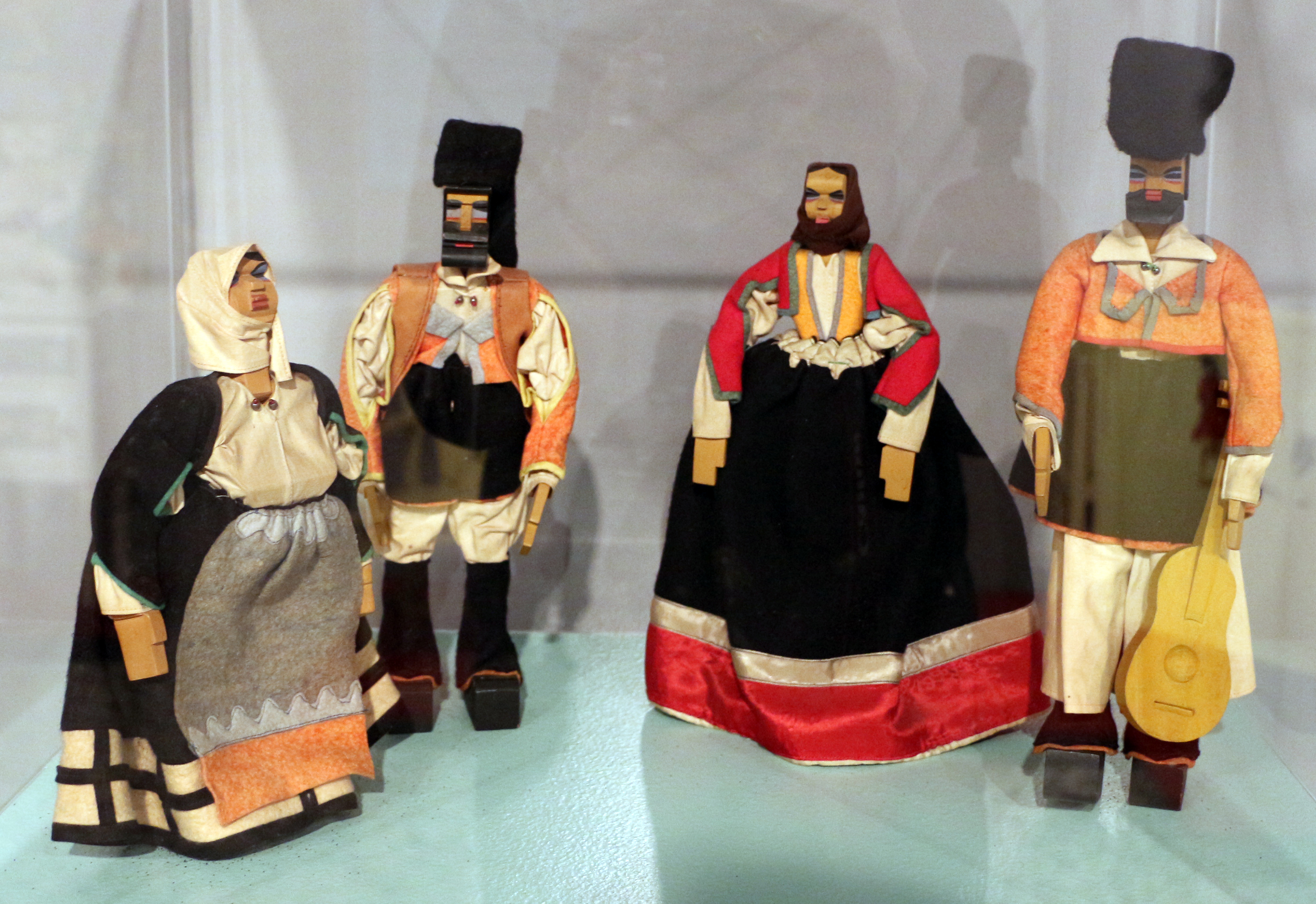
Bambole sarde, 1931-32

### Pupazzi in legno intagliato e policromato, vesti in tessuto
- Soldatini, 1931, su disegno di Mario Pompei.
- Gruppo di pupazzi sardi(I e II serie), 1931-32,
- Scene di vita sarda, 1933
- Negri, 1933
- Suonatori di jazz,
- Sportivi, 1933
- Mascherata sassarese, 1937 composta da 32 pezzi
- Le avventure di Pinocchio, esposto alla Mostra dell'artigianato di Firenze nel 1939
- Cavalcata sarda, esposta nel 1940 alla Triennale milanese, composta di circa 200 pezzi.

### Incisioni e sculture
- La Via Crucis della chiesa di Carbonia, 1938
- I dieci comandamenti, 1939-40
- Storia della scrittura, 1952. Pannello decorativo, in steatite e marmo, per un negozio Olivetti a Sassari (4m. X 3m. circa)
- Via Crucis, portone, tabernacolo, candelabri e croci, chiesa della Solitudine a Nuoro, 1950-1954
- Padiglione per l'artigianato "Eugenio Tavolara", con Ubaldo Badas, Sassari, 1956.